# مازیار الهامی
مازیار الهامی ورمزانی (به انگلیسی: Maziar Elhami Varmazani) متولد ۱۶ ژوئن ۱۹۸۱ در کرمانشاه کاراته‌کای ایرانی است. وی دو مدال برنز در مسابقات کاراته قهرمانی جهان در سالهای ۲۰۰۲ و ۲۰۱۲ بدست آورد و در مسابقات ورزشی قهرمانی آسیا نیز صاحب ۴ مدال شد وی هم اکنون در مسابقات MAM فعالیت می کند
وی تمرینات کاراته را از ۱۴ سالگی با اولین مربی خود، شهاب سلطانی، در باشگاه کاراته امجدیه در استان زنجان آغاز کرد.
ورمزانی از سال ۲۰۰۲ تا ۲۰۱۲ شش بار در مسابقات جهانی شرکت کرد و رکورددار بیشترین حضور در مسابقات جهانی کاراته است. وی همچنین از سال ۲۰۱۰ تا ۲۰۱۲ کاپیتان تیم ملی کاراته ایران بود.

## هنرهای رزمی ترکیبی
وی پس از خداحافظی از کاراته وارد دنیای ورزشهای رزمی ترکیبی (mma) شد.